# Franz Xaver von Weber (Politiker, 1669)
Franz Xaver von Weber (* 29. Oktober 1669 in Schwyz; † 10. Juni 1731 ebenda) war ein Schweizer Arzt und Politiker.
Weber war der Sohn des Arztes und Politikers Jakob von Weber und stammte aus der Schwyzer Landleutefamilie Weber. Er absolvierte ein Studium unter anderem der Medizin, dass er als Dr. med. et phil. abschloss. Er hatte wie sein Vater diverse öffentliche Ämter inne. So war er von 1697 bis 1699 Neunerrichter und in den Jahren 1699 und 1700 Siebnerrichter. Anschliessend war er von 1700 bis 1724 Ratsherr von Schwyz, ausserdem bekleidete er dort die Ämter des Landesfürsprechs, Spitalherren und des Kastenvogts. Zuletzt war er in den Jahren 1723 und 1724 Landesstatthalter.
Weber war 1704 Mitglied der Kommission zur Aufklärung Toggenburger Wirren. Dabei wurde er als Parteigänger des Landvogts Josef Anton Stadler zur Verantwortung gezogen. Im Jahr 1715 war er Gesandter nach Küssnacht.
Webers Akte wird heute im Familienarchiv von Weber im Staatsarchiv Bern aufbewahrt. Dominik Benedikt von Weber und Apollinaris von Weber waren seine Brüder.